# U-116 (1941)
| U-116                      | U-116                                                                         | U-116                                                                         |
| -------------------------- | ----------------------------------------------------------------------------- | ----------------------------------------------------------------------------- |
|                            |                                                                               |                                                                               |
|                            |                                                                               |                                                                               |
|                            |                                                                               |                                                                               |
| Під прапором               | Третій Рейх                                                                   | Третій Рейх                                                                   |
| Спуск на воду              | 3 травня 1941 року                                                            | 3 травня 1941 року                                                            |
| Виведений зі складу флоту  | 6 жовтня 1942 року                                                            | 6 жовтня 1942 року                                                            |
| Сучасний статус            | зник безвісти                                                                 | зник безвісти                                                                 |
| Проєкт                     |                                                                               |                                                                               |
| Тип ПЧ                     | Підводний мінний загороджувач                                                 | Підводний мінний загороджувач                                                 |
| Основні характеристики     |                                                                               |                                                                               |
| Швидкість (надводна)       | 17 вузлів                                                                     | 17 вузлів                                                                     |
| Швидкість (підводна)       | 7 вузлів                                                                      | 7 вузлів                                                                      |
| Гранична глибина занурення | 220 м                                                                         | 220 м                                                                         |
| Екіпаж                     | 52 особи                                                                      | 52 особи                                                                      |
| Розміри                    |                                                                               |                                                                               |
| Довжина найбільша (по КВЛ) | 89,8 м                                                                        | 89,8 м                                                                        |
| Ширина корпусу найб.       | 9,2 м                                                                         | 9,2 м                                                                         |
| Висота                     | 10,2 м                                                                        | 10,2 м                                                                        |
| Середня осадка (по КВЛ)    | 4,70 м                                                                        | 4,70 м                                                                        |
| Водотоннажність надводна   | 1763 т                                                                        | 1763 т                                                                        |
| Озброєння                  |                                                                               |                                                                               |
| Артилерія                  | одна палубна гармата калібру 105-мм, одна 37-мм та одна 20-мм зенітна гармата | одна палубна гармата калібру 105-мм, одна 37-мм та одна 20-мм зенітна гармата |
| Торпедно- мінне озброєння  | 2 кормових ТА. 15 торпед або 66 мін                                           | 2 кормових ТА. 15 торпед або 66 мін                                           |

U-116 — німецький підводний човен типу XB, часів  Другої світової війни.
Замовлення на будівництво човна було віддане 31 січня 1939 року. Човен був закладений на верфі «F. Krupp Germaniawerft AG» у місті Кіль 1 липня 1939 року під заводським номером 615, спущений на воду 3 травня 1941 року, 26 липня 1941 року увійшов до складу 2-ї флотилії. За час служби також перебував у складі 1-ї флотилії.
Човен зробив 4 походи, в яких потопив 1 (водотоннажністю 4 2847 брт) та пошкодив 1 (водотоннажністю 7 093 брт) судно.
Зник безвісти у Північній Атлантиці у жовтні 1942 року. Деталі зникнення та місцезнаходження невідомі. Остання радіограма з підводного човна була передана 6 жовтня 1942 року з точки з координатами (45°00′ пн. ш. 31°30′ зх. д. / 45.000° пн. ш. 31.500° зх. д.). Всі 56 членів екіпажу вважаються загиблими.

## Командири
- Корветтен-капітан Вернер фон Шмідт (26 липня 1941 — 10 вересня 1942)
- Оберлейтенант-цур-зее Вільгельм Грімме (11 вересня — 6 жовтня 1942)

## Потоплені та пошкоджені кораблі[3]
| Назва       | Тип            | Належність      | Дата          | Тоннаж (БРТ) | Вантаж                      | Статус     | Місце                                                       |
| Cortona     | вантажне судно | Велика Британія | 12 липня 1942 | 7 093        | 2100 т генеральних вантажів | пошкоджено | 32°45′ пн. ш. 24°45′ зх. д. / 32.750° пн. ш. 24.750° зх. д. |
| Shaftesbury | вантажне судно | Велика Британія | 12 липня 1942 | 4 284        | 5700 т вугілля              | потоплено  | 31°42′ пн. ш. 25°30′ зх. д. / 31.700° пн. ш. 25.500° зх. д. |